# José Luis López Carrasco
José Luis López Carrasco (Barcelona, 1973) es un político y sindicalista español, alcalde de Cánoves y Samalús entre 2007 y 2015.

## Biografía
A los quince años entró en la Juventud Socialista de Cataluña. En 2001 se trasladó a vivir a Cánoves y en 2007, cuando trabajaba como conductor de máquina de limpieza de calles en la Garriga, se presentó segundo en la lista del PSC para las elecciones municipales de Cánoves y Samalús y accedió a la alcaldía por la renuncia de la primera de la lista. Su inexperiencia política se vio templada por su experiencia sindical, ya que era miembro de la ejecutiva de la federación de servicios públicos de la UGT y había sido secretario de acción sindical de la Unión Sindical Obrera en el Vallés Oriental-Maresme. En las elecciones municipales de 2011 revalidó la alcaldía con el apoyo del PPC y la abstención de CiU.
En las elecciones municipales de 2015 consiguió pasar de 4 a 5 concejales pero un pacto de los dos partidos de la oposición lo dejó fuera de la alcaldía.